# Luperosaurus
Luperosaurus is een geslacht van hagedissen dat behoort tot de gekko's (Gekkota) en de familie Gekkonidae.

## Naam en indeling
De wetenschappelijke naam van de groep werd voor het eerst voorgesteld door John Edward Gray in 1845.
Er zijn dertien soorten, inclusief de pas in 2011 beschreven soort Luperosaurus angliit. Alle soorten komen voor in Azië, in de landen Maleisië en Indonesië. Een aantal soorten die tot dit geslacht werden gerekend worden sinds 2019 aan het geslacht Gekko toegekend, voorbeelden zijn Luperosaurus gulat (nu (Gekko gulat) en Luperosaurus iskandari (nu Gekko iskandari). . De literatuur is hierdoor niet altijd eenduidig over het soortenaantal.
De geslachtsnaam Luperosaurus betekent vrij vertaald 'wolf-hagedis'.

## Verspreiding en habitat
De gekko's komen voor in delen van Azië en leven in de landen Indonesië en de Filipijnen. De habitat bestaat uit vochtige tropische en subtropische laaglandbossen.

## Beschermingsstatus
Door de internationale natuurbeschermingsorganisatie IUCN is aan zeven soorten een beschermingsstatus toegewezen. Vijf soorten worden beschouwd als 'onzeker' (Data Deficient of DD) en twee soorten als 'bedreigd' (Endangered of EN).

## Soorten
Het geslacht omvat de volgende soorten, met de auteur, een verklaring van de soortaanduiding en het verspreidingsgebied.
| Naam                      | Auteur                          | Vernoemd naar                            | Verspreidingsgebied          |
| ------------------------- | ------------------------------- | ---------------------------------------- | ---------------------------- |
| Luperosaurus angliit      | Brown, Diesmos & Oliveros, 2011 | Filipijnse woord voor 'klein' (ang liit) | Filipijnen                   |
| Luperosaurus brooksii     | Boulenger, 1920                 | Cecil Joslin Brooks (1875 – 1953)        | Indonesië                    |
| Luperosaurus corfieldi    | Gaulke, Rösler & Brown, 2007    | Charles Corfield (1959)                  | Filipijnen                   |
| Luperosaurus cumingii     | Gray, 1845                      | Hugh Cuming (1791 – 1865)                | Filipijnen                   |
| Luperosaurus joloensis    | Gray, 1845                      | Het eiland Jolo                          | Filipijnen                   |
| Luperosaurus kubli        | Brown, Diesmos & Duya, 2007     | Filipijnse woord voor 'verborgen'        | Filipijnen                   |
| Luperosaurus macgregori   | Stejneger, 1907                 | William MacGregor (1846 – 1919)          | Filipijnen (Babuyaneilanden) |
| Luperosaurus palawanensis | Brown & Alcala, 1978            | Het eiland Palawan                       | Filipijnen                   |
| Luperosaurus yasumai      | Ota, Sengoku & Hikida, 1996     | Shigeki Yasuma (1944)                    | Indonesië                    |